# Lexicología
La lexicología es la subdisciplina de la lingüística que tiene por cometido la clasificación, representación y estudio de la estructura léxica según relaciones sistemáticas y patrones recurrentes en la lengua. 
La lexicología es  muy diferente de la lexicografía. La lexicografía pretende simplemente describir o recoger formas léxicas y se centra en una lengua particular. Como tal la lexicografía es una disciplina instrumental cuyo fin es la elaboración de diccionarios en los cuales se ofrecen informaciones de orden etimológico, categorial, combinatorio, semántico y contextual sobre cada uno de los términos censados. En cambio, la lexicología pretende hacer generalizaciones sobre la estructura de léxico, las relaciones entre palabras y el modo en como la lengua representa ciertas áreas semánticas. La lexicología trata asuntos como:
- El origen de las palabras (etimología), algo para lo que se requiere el auxilio de la lingüística histórica.
- Las relaciones entre conceptos y palabras (onomasiología y semasiología).
- La estructura de relaciones semánticas que se establecen entre las palabras que constituyen el léxico de una lengua.

Uno de los principales problemas de la lexicología ha sido y sigue siendo la definición de lo que habitualmente se llama palabra, ya que el término resulta demasiado impreciso y se prefiere hablar de "unidad léxica", que acoge un ámbito más extenso y general de formas.

## Procesos de formación de palabras
Las palabras que forman parte de las categorías léxicas pueden combinarse entre sí para dar lugar a nuevas palabras, para ello las lenguas del mundo usan diversos procedimientos:
- Composición lingüística
- Derivación lingüística
- Parasíntesis

En cambio categorías funcionales se consideran clases cerradas que no resultan explícitamente ampliables mediante ningún proceso productivo de formación de palabra. Sin embargo, en la evolución histórica de una lengua el inventario de palabras funcionales varía porque se ganan o se pierden elementos, el proceso más importante de creación de nuevas palabras funcionales es la gramaticalización.